# Copa Nicasio Vila 1910
La Copa Nicasio Vila 1910 fue la cuarta edición del campeonato de primera división de la Liga Rosarina de Fútbol. 
Participaron seis equipos y el campeón fue Newell's Old Boys, que obtuvo su tercer título de primera división.

## Tabla de posiciones final
| Pos | Equipo               | Pts | PJ | G | E | P  | GF | GC | Dif |
| --- | -------------------- | --- | -- | - | - | -- | -- | -- | --- |
| 1º  | Newell's Old Boys    | 19  | 10 | 9 | 1 | 0  | 29 | 8  | 21  |
| 2º  | Rosario Central      | 14  | 10 | 7 | 0 | 3  | 0  | 0  | 0   |
| 3º  | Tiro Federal         | 11  | 10 | 5 | 1 | 4  |    |    | 0   |
| 4º  | Provincial           | 5   | 10 | 2 | 1 | 7  |    |    | 0   |
| 5º  | Atlético del Rosario | 0   | 10 | 0 | 0 | 10 |    |    | 0   |